# 安拉凱戰役
安拉凱戰役，是哈薩克-準噶爾戰爭中哈薩克人的少數勝仗，這場傳奇性的戰鬥發生在1729年12月至1730年1月之間。關於哈薩克-準噶爾戰爭的記錄並不多，因為哈薩克人沒有書面歷史傳統。哈薩克民間傳說研究者和收藏者A.A.Divaev在1905年記錄了關於這場戰鬥的民間傳說。
這場戰役發生在哈薩克東部巴爾喀什湖和阿拉湖之間的地區，以阿布勒海爾汗為三玉茲三萬軍隊總指揮。

## 軍隊
哈薩克一方有近3萬人，三個玉茲也派出一些著名的巴特尔:如努里茲拜·巴特尔、博根巴伊·巴特尔、卡班巴依巴特爾、托列比等。大玉茲卓勒巴爾斯汗被選為3個玉茲的最高可汗。小玉茲的阿布勒海爾汗擔任部隊的總指揮。哈薩克騎兵武器包括弓箭，劍，格鬥刀，長矛，戰斧，哈薩克軍隊基於對該地區的了解而擁有良好的情報。哈薩克人和準噶爾人的決定性戰鬥發生在安拉凱山腳下。哈薩克部隊在長期的衝突中贏得了決定性的勝利。安拉凱戰役成為哈薩克－準噶爾戰爭歷史上的決定性戰役，其結果是完整地保護了哈薩克人的土地。在這次失敗之後，隨著國家和衛拉特部落之間的內亂開始，準噶爾人失去了政治統一，隨後導致準噶爾人在中亞地區的軍事和政治力量大大削弱(但戰後哈薩克汗國也因阿布勒海爾爭權等原因陷入內亂)。
在阿拉木圖–比什凱克高速公路35公里處有一座關於此戰役的紀念碑，在七河流域一帶的老人仍很清楚此戰役的傳說。